# اوروش ماروویچ
اوروش ماروویچ (انگلیسی: Uroš Marović؛ ۴ ژوئیهٔ ۱۹۴۶ – ۲۳ ژانویهٔ ۲۰۱۴) بازیکن واترپلو اهل یوگسلاوی بود.